# 1544 en science
| Années de la science : 1541 - 1542 - 1543 - 1544 - 1545 - 1546 - 1547    |
| Décennies de la science : 1510 - 1520 - 1530 - 1540 - 1550 - 1560 - 1570 |

Cet article présente les faits marquants de l'année 1544 en science.

## Événements
- 24 janvier : éclipse hybride visible sur la France[1], dessinée par Gemma Frisius.
- Georg Hartmann décrit l'inclinaison magnétique[2].
- Nostradamus aurait étudié la peste à Marseille[3].

## Publications

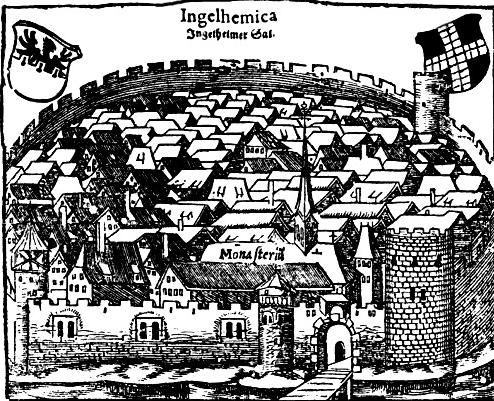
Gravure de la Cosmographia de Sebastian Münster.

- Georgius Agricola : De ortu et causis subterraneorum, 1544 ;
- Oronce Fine : Quadratura circuli, tamdem inventa & clarissimè demonstrata. De circuli mensura, & ratione circumferentiae ad diametrum, demonstrationes duae. De multangularum omnium & regularium figurarum descriptine, liber hactenus desideratus. De invenienda longitudinis locorum differentia, aliter quàm per lunares eclipses, etiam dato quovis tempore, liber admodum singularis. Planisphaerium geographicum, quo tum longitudinis atque latitudinis differentiae, tum directae locorum deprehenduntur elongationes. Paris: apud Simonem Colinaeum, 1544 ;
- Guido Guidi : Chirurgia è Græco in Latinum conuersa, Vido Vidio Florentino interprete, cum nonnullis eiusdem Vidij cómentarijis. Une compilation de différents traités d'Hippocrate, Galien et Oribase traduits en latin ;
- Pierandrea Mattioli : Commentarii in sex libros Pedacii Dioscoridis, livre de botanique ;
- Sebastian Münster : Cosmographie du monde avec carte et gravures sur bois, Bâle ;
- Michael Stifel : Arithmetica integra, 1544 ;
- William Turner : Avium praecipuarum, quarum apud Plinium et Aristotelem mentio est, brevis et succincta historia, Cologne, 1544.

## Naissances
- 24 mai : William Gilbert (mort en 1603), savant et médecin anglais.

- Dirck Gerritsz Pomp (mort en 1608), marin hollandais.
- Vers 1544
  - Joseph du Chesne (mort en 1609), chimiste, alchimiste, médecin et diplomate français.
  - Melchiorre Zoppio (mort en 1634), médecin et homme de lettres italien.

## Décès

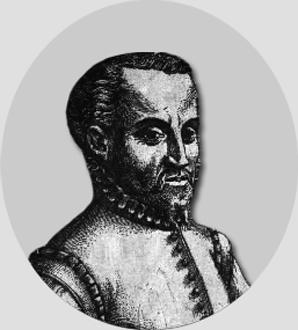
Valerius Cordus

- 27 janvier : Robert Galbraith (né en 1483), logicien écossais.
- 25 septembre : Valerius Cordus (né en 1515), médecin, chimiste et botaniste allemand.